# Клекотов
Кле́котов (укр. Клекотів) — село в Бродовской городской общине Золочевского района Львовской области Украины. Находится в 3,5 км к юго-востоку от Шнырева и в 16,5 км по автодорогам к северу от города Броды.

## История
Впервые упоминается в 1419 году.
В XIX веке — село округа Броды края Золочев Галиции, у границы с Российской империей.
По переписи 1880 года было 522 жителя, из них около 20 римских католиков, а большинство составляли греческие. Деревне принадлежало 1364 морга пашни, 387 моргов лугов и садов, 142 морга пастбищ и 309 моргов леса.
К началу Второй Мировой Войны село входило в состав гмины Конюшков Бродовского повята Тарнопольского воеводства Польши.
В 1939 году здесь проживало около 610 человек, в том числе 590 украинцев и 20 латинников. Рядом находилась колония Варшавка, где проживало 235 польских колонистов и 15 латинников.
В том же году село вошло в состав Львовской области УССР, в 1968 и 1978 годах входило в состав Шныревского сельсовета.
В 1989 году население составляло 316 человек (138 мужчин, 178 женщин).
По переписи 2001 года население составляло 314 человек, почти все (99,68 %) назвали родным языком украинский, 1 человек (0,32 %) — русский.
Ныне в селе работают народный дом общества «Просвита», фельдшерско-акушерский пункт и библиотека, а начальная школа с 2018 года приостановила свою работу.

## Достопримечательности

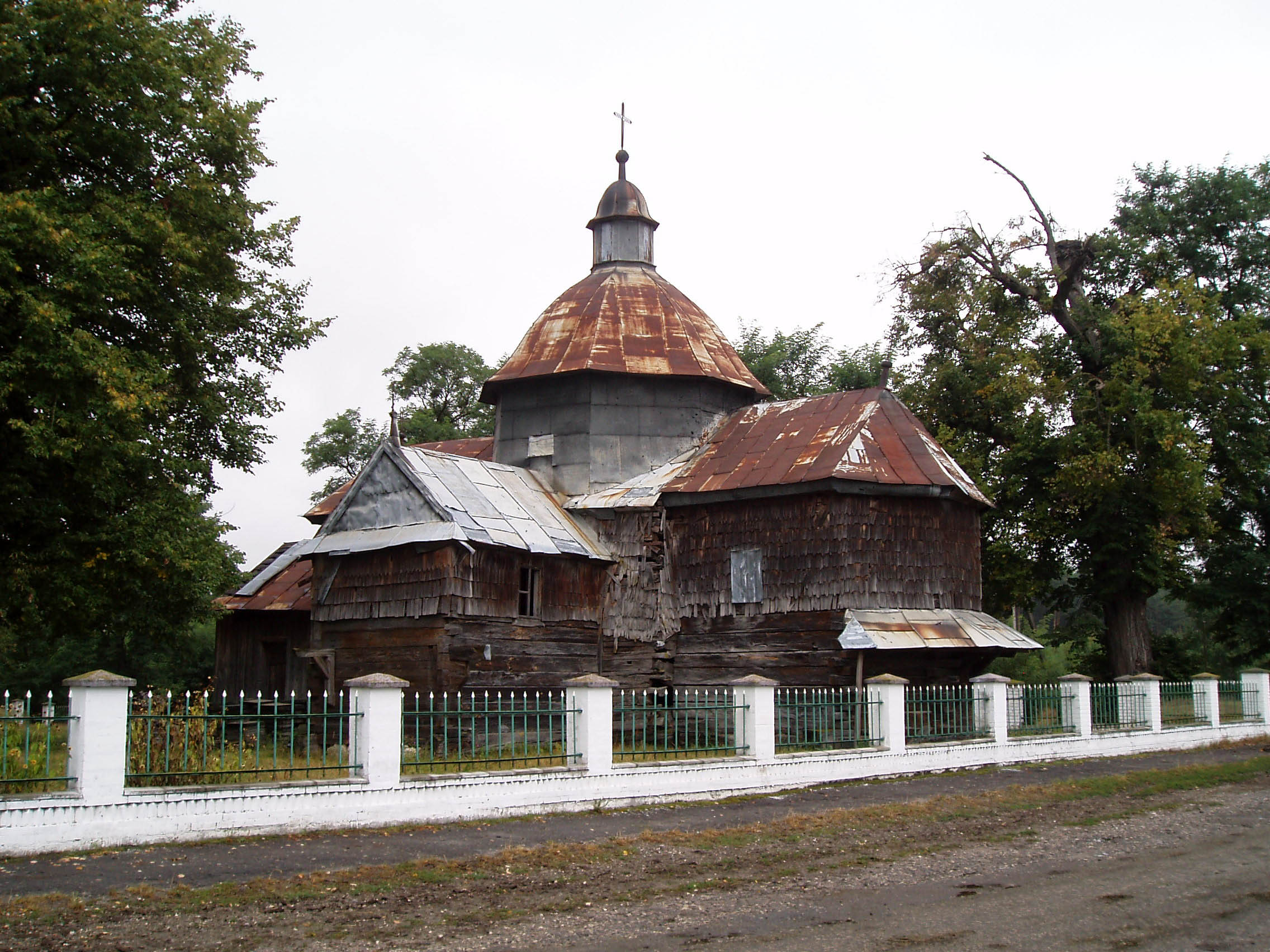
Старая церковь

- Деревянная церковь Иоанна Богослова со звонницей. Построена в 1720 году. Памятник архитектуры, находится в аварийном состоянии (используется как склад), звонница разобрана в 1993 году.

- Большая каменная церковь Иоанна Богослова. Построена в 1936-39 годах, открыта в начале 90-х в составе Подкаменьского деканата УАПЦ[8], ныне в составе ПЦУ.

- В июле 2011 года открылся частный дом-музей семьи Федунов — филиал Бродовского историко-краеведческого музея.

## Известные уроженцы
- Лео Каннер — американский детский психиатр, известный первым описанием детского аутизма.